# Let It V
『Let It V』（レット・イット・ヴィー）は、OKAMOTO'Sの5枚目のオリジナルアルバム。2014年1月15日にアリオラジャパンから発売された。初回盤はミュージック・ビデオ付き。

## 概要
アルバムタイトルの「V」は発売当時の2014年がOKAMOTO'SのCDデビュー5周年、ハマ・オカモト加入後の現メンバーになって5周年、このアルバムが5作目ということや、流行（VOGUE）、自発的（VOLUNTARY）など、当時のバンドの心情を表している。
合計40分弱と以前のアルバムに比べて収録時間が短いのは、最近の音楽の聴き方が通学・通勤の間で、長いアルバムだと最後の方の曲が聴けない時がある。だから30分から40分でアルバムの最後まできっちり聴き終わることができるように作った、というハマ・オカモトのアイデアから。
ジャケットのアートワークはSIMI LABのMA1LLが手掛けている。

## 収録曲

### CD
| 全編曲: OKAMOTO'S（特記以外）。 |                                                                   |                                |                                |       |
| #                               | タイトル                                                          | 作詞                           | 作曲                           | 時間  |
| 1.                              | 「Let It V」                                                      | -                              | OKAMOTO'S                      | 0:40  |
| 2.                              | 「Kill Dreams」                                                   | オカモトショウ                 | オカモトショウ                 | 3:47  |
| 3.                              | 「Let's Go! Hurry Up!」                                           | オカモトショウ                 | オカモトショウ                 | 3:47  |
| 4.                              | 「HAPPY BIRTHDAY」(編曲: 岸田繁 & OKAMOTO'S / Produced by 岸田繁) | オカモトショウ                 | オカモトショウ                 | 3:07  |
| 5.                              | 「告白」                                                          | オカモトショウ                 | オカモトコウキ                 | 4:00  |
| 6.                              | 「Yah!!(ビューティフルカウントダウン)」                           | オカモトショウ                 | オカモトコウキ・オカモトショウ | 4:48  |
| 7.                              | 「It's Alright」                                                  | オカモトショウ                 | オカモトコウキ・オカモトショウ | 3:24  |
| 8.                              | 「オカモトコウキ・オカモトショウ」                                | いしわたり淳治・オカモトショウ | オカモトショウ                 | 3:34  |
| 9.                              | 「JOY JOY JOY」(編曲: OKAMOTO'S・田中ユウスケ)                    | オカモトショウ                 | オカモトコウキ・オカモトショウ | 3:23  |
| 10.                             | 「ドアを叩けば」                                                  | オカモトショウ                 | オカモトショウ                 | 3:56  |
| 11.                             | 「虹」                                                            | オカモトショウ                 | オカモトショウ                 | 5:16  |
| 合計時間:                       | 合計時間:                                                         | 合計時間:                      | 合計時間:                      | 39:42 |

### DVD (初回盤のみ)
| #  | タイトル                                               | 作詞 | 作曲・編曲 |
| -- | ------------------------------------------------------ | ---- | ---------- |
| 1. | 「アルバム『Let It V』レコーディングドキュメンタリー」 |      |            |
| 2. | 「『虹』」(Music Video)                                |      |            |
| 3. | 「『JOY JOY JOY』」(Music Video)                       |      |            |
| 4. | 「『SEXY BODY』」(Music Video)                         |      |            |
| 5. | 「『HAPPY BIRTHDAY』」(Music Video)                    |      |            |

### 楽曲解説
1. Let It V
2. Kill Dreams
  - 二階堂ふみがコーラスとして参加。OKAMOTO'Sが韓国で参加したフェスにイギー・ポップが出演していたが、観客の反応がイマイチだったというショックを歌詞にしている[6]。
3. Let's Go! Hurry Up!
  - SOIL&"PIMP"SESSIONSの元晴、タブゾンビ、丈青が参加。
4. HAPPY BIRTHDAY
  - 岸田繁（くるり）が参加。
5. 告白
  - 4thシングル。NHK Eテレ「大!天才てれびくん」2013年度エンディングテーマ
6. Yah!!(ビューティフルカウントダウン)
7. It's Alright
8. SEXY BODY
  - 5thシングル。
9. JOY JOY JOY
  - 4thシングル。
10. ドアを叩けば
11. 虹
  - 仮タイトルは「雨男」[5]。

### DVD
- OKAMOTO'S MOVIE 6 ※初回盤のみ

1. アルバム『Let It V』レコーディングドキュメンタリー
2. 『虹』Music Video
3. 『JOY JOY JOY』Music Video
4. 『SEXY BODY』Music Video
5. 『HAPPY BIRTHDAY』Music Video

## 参加ミュージシャン
- オカモトショウ - Vox(#2 - 11)、Percussion(#2 - 11)、、Harp(#4)、Chorus(#6)
- オカモトコウキ - E.Guitars(#2 - 11)、A.Guitars(#5 - 7, 10, 11)、Toy Piano(#10)、Vibraphone(#11)
- ハマ・オカモト - Bass(#2 - 11)
- オカモト・レイジ - Drums(#2 - 11)、Synth(#1, 6, 7)、Programming(#1)、Percussion(#4, 6, 7, 11)
- OKAMOTO'S - Chorus(#4, 5, 8 - 11)、Clap(#4, 10, 11)、Whistle(#10)
- Team OKAMOTO'S - Chorus(#3, 7)、Clap(#3, 6, 7)

### Guest Musicians
Kill Dreams
- 二階堂ふみ - Chorus

Let's Go! Hurry Up!
- 元晴（SOIL&"PIMP"SESSIONS） - Saxophone
- タブゾンビ（SOIL&"PIMP"SESSIONS） - Trumpet
- 丈青（SOIL&"PIMP"SESSIONS） - Piano、Wurlitzer

HAPPY BIRTHDAY
- 岸田繁（くるり） - Bouzouki、Organ

告白
- 斎藤有太 - Organ

Yah!!(ビューティフルカウントダウン)
- うつみようこ - Chorus
- UCARY - Chorus

JOY JOY JOY
- 斎藤有太 - Clavinet D6、Mini Moog、JUPITER-8, Vocoder Plus VP-330

虹
- 斎藤有太 - Piano、Synth